# Hugues de Die
Pour les articles homonymes, voir Hugues de Bourgogne.
Hugues de Die, aussi connu sous le nom de Hugues de Bourgogne ou Hugues de Romans (né vers 1040 et mort à Suze en Piémont le 7 octobre 1106) est un homme d'Église qui fut évêque de Die (Drôme) puis, à partir de 1082 archevêque de Lyon, Primat des Gaules.
Nommé légat du pape par Grégoire VII en 1075, il est l'un des principaux artisans de la réforme grégorienne en Bourgogne et en Francie.

## Évêque de Die
Son origine n'est pas certaine : il semble être natif de Romans, ou du moins du diocèse de Vienne. Présenté aussi comme un neveu des ducs de Bourgogne Hugues Ier et d'Eudes Ier, il est vraisemblablement le frère de Guigues, abbé de l'Île Barbe, et l'oncle de Hugues, qui sera en 1104 prieur clunisien de Saint-Marcel-les-Chalon,,.
Il devient « chamarier » du chapitre cathédral de Lyon le 19 octobre 1073, au moment où le légat Géraud, cardinal évêque d'Ostie, le substitue à Lancelin, évêque de Die, qu'il vient de déposer pour simonie. Il est alors simple clerc. Il se rend à Rome se faire ordonner et consacrer évêque le deuxième dimanche de Carême 1074 par Grégoire VII ; il assiste au concile qui se tient en mars. C'est sans doute sur la route qu'en compagnie de Guinamand, archevêque d'Embrun, il consacre une chapelle des moines de Saint-Robert de Cornillon.
La confirmation de son investiture est réclamée par le pape à Henri de Bourgogne. Grégoire VII écrit également à Guillaume, comte de Die, pour lui demander de réparer les dommages causés à l'église. Enfin, il fait d'Hugues son vicaire chargé de récolter les versements des églises des Gaules au Saint-Siège.
Cette charge fait d'Hugues un représentant du pape dans diverses affaires en Bourgogne ; c'est lui qui préside à l'installation de Guillaume, abbé de Saint-Chaffre, renforçant ainsi les liens entre cette abbaye bénédictine et le diocèse de Die.
Il semble qu'Hugues ne rejoigne que fin 1074 ou début 1075 son siège épiscopal, où ses ouailles ne lui font pas forte impression.

## Légat du pape
Il devient légat du Saint-Siège apostolique du pape Grégoire VII de 1075 à 1085 puis des papes Urbain II de 1090 à 1099 et de Pascal II jusqu'à sa mort en 1106. Cette légature est pour lui l'occasion de poursuivre de manière acharnée les évêques simoniaques contre lesquels Rome s'oppose.

### Réforme Grégorienne
Lors du concile romain réuni en février 1075 (quand est publié par ailleurs le décret contre les investitures laïques), le pape le nomme légat pour la Francie et la Bourgogne.
Il applique ainsi les préceptes réformateurs du pape vigoureusement et à plusieurs niveaux :
- Au plan local, il s'efforce de faire régler dîmes et prémices, et pour améliorer la qualité du clergé, soutient le développement des chanoines réguliers.
- Au plan du haut clergé, il réunit une série de conciles régionaux où il diffuse les décrets grégoriens et lutte de façon intransigeante contre l'investiture laïque. Des évêques sont déposés (à Clermont, à Tours) ou leur élection est cassée (à Chartres, à Chalon-sur-Saône). Les archevêques de Sens et Bourges sont momentanément suspendus en 1078, et Hugues s'efforce d'obtenir la déposition de l'archevêque de Reims Manassès de Gournay (effective en 1080) [note 2].

#### Liste des conciles régionaux présidés par le légat
- fin 1075 : Concile d'Anse[12]
- 2 janvier 1076 : Dijon[13]
- 7 août 1076 : Clermont[14]
- septembre 1077 : Concile d'Autun
- janvier 1078: Concile de Poitiers, interrompu par le duc d'Aquitaine
- 1079 : Concile de Troyes, empêché par le roi
- 1080 : Lyon, Avignon, Toulouse ; le concile d'Avignon révoque l'archevêque d'Arles Aicard et celui de Narbonne, Guifred de Cerdagne.
- 1081 : Bordeaux, Saintes, Issoudun
- 1082 : Meaux

Son action est parallèle à celle de l'autre grand légat grégorien dans l'ouest de la France, Amat d'Oloron.
À travers son action souvent jugée radicale, Hugues cherche, comme Grégoire VII, à redéfinir la place de l'Église dans la société médiévale en luttant pour son indépendance vis-à-vis des puissances temporelles. Le roi de France, l'archevêque de Reims et le duc d'Aquitaine ont parfois entravé son action. Engagé dans une longue lutte contre l'empereur Henri IV, Grégoire VII qui devait les ménager pour ne pas ouvrir un « second front », a ainsi tempéré l'action de son légat de 1077 à 1080, en lui adjoignant en particulier comme légat Hugues de Semur, abbé de Cluny.

## Archevêque de Lyon
Après la mort, le 18 avril 1082, de Gébuin (Jubin), archevêque de Lyon et primat des Gaules, le siège de Lyon demeure vacant pendant quelque temps. Le 24 octobre 1082, Hugues de Die est nommé par le pape comme son successeur, mais ce n'est qu'au début de 1083 (le 31 janvier ou le 1er février) que Hugues de Die prend possession du siège de Lyon qu'il occupera jusqu'à sa mort en 1106.
Il s'efforce de faire correspondre cette primatie nouvelle à des pouvoirs réels, dans une optique centralisatrice, contrairement au sens simplement honorifique que l'Église a finalement donné à la primatie lyonnaise.
En 1094, Il donne à l'abbaye de Cluny la capelle de Reorterio cum ecclesia sancti Pauli infra castri ipsius munitionem site (la chapelle de Riottier (Jassans-Riottier) avec l'église Saint-Paul, dans la forteresse de Riottier).
Entre le 4 avril et le 21 juin 1095, Hugues de Die effectue un pèlerinage à Saint-Jacques de Compostelle. Il y célèbre la messe le jour de la Pentecôte, le 12 mai, et est de retour à Lyon trois jours avant la Saint-Jean. C'est probablement à la suite de ce voyage qu'il fait don de l'église de Saint-Victor-sur-Loire à l'abbaye de Conques-en-Rouergue.
En 1096, il reçoit du comte Guillaume Ier de Forez l'église Saint-Julien de Moingt qu'il remet à l'abbaye de la Chaise-Dieu.
En 1097, il autorise Robert de Molesme, Étienne Harding et cinq autres personnes à fonder un établissement ecclésiastique dans une recherche de retour à la pureté bénédictine. Cet établissement s'installe sur des terres donnée par le vicomte Renard de Beaune, au sud de Dijon, sur un lieu-dit nommé cistels et est le premier édifice de l'ordre cistercien.
Mais les moines le fondant ayant rompu pour venir ici leurs vœux de stabilité en quittant irrégulièrement leur ancienne communauté de Molesme, ils sont attaqués par leurs anciens compagnons qui leur demandent de revenir. Le pape Urbain II demande à l'archevêque de Lyon de régler le litige. Celui-ci réunit un synode à Port d'Anselle (près de Mâcon) en 1099 et ordonne à Robert de retourner à Molesme, interdit à chacun des autres moines de deux monastères d'aller dans l'autre et confirme la fondation de Citeaux.

### Lutte entre le roi et le pape
Il est pressenti pour devenir pape après la mort de Grégoire VII, et s'oppose à Didier, abbé du Mont-Cassin, qui est finalement élu sous le nom de Victor III. Au concile de Bénévent en août 1087, ce dernier l'excommunie de même que Richard, légat et abbé de Saint-Victor de Marseille,
Urbain II (1088-1099) le réhabilite et il retrouve ses pouvoirs de légat. Il va en particulier traiter de la question de l'adultère royal de Philippe Ier qui a enlevé Bertrade de Montfort, femme du Comte d'Anjou. En octobre 1094, c'est sous sa présidence que le concile d'Autun, réuni à sa demande, excommunie le roi de France, excommunication confirmée par le pape lui-même au concile de Clermont en 1095 ; l'interdit est jeté sur le royaume de 1096 à 1104.
En 1097, il accueille Anselme de Cantorbéry, archevêque en conflit avec le roi Guillaume II d'Angleterre.
En 1098, il aide à la fondation de l'abbaye de Citeaux en soutenant le déplacement des moines de Molesme vers Cîteaux.
Mal acceptée par le clergé de France soucieux de conserver son autonomie, l'autorité du primat (qui reposait sur les pouvoirs du légat) s'effondre avec l'élection du pape Pascal II en 1099, qui lui retire cette prérogative.
Infatigable voyageur, après un pèlerinage à Compostelle (1095), Hugues fait celui de Terre sainte (1101-1103). Il meurt le 6 octobre 1106 à Suze, sur la route du concile de Guastalla. Il est enterré dans la cathédrale San Giusto.